# Mas Sobirà (Olot)
El Mas Sobirà és una masia del municipi d'Olot que forma part de l'Inventari del Patrimoni Arquitectònic de Catalunya. És un gran casal precedit per una llarga avinguda de plataners, ubicada al mig dels camps de conreu, envoltada de jardí i un petit bosc enjardinat.

## Descripció
És de planta rectangular, amb el teulat a dues aigües i les vessants vers les façanes principals. Disposa de planta baixa, planta noble i segon pis. Les teulades tenen grans voladisses sostingudes per bigues de fusta sortides. La planta baixa té quatre grans portes d'arc de mig punt que eren les antigues cotxeres, la primera planta té tres portes que donen accés a la terrassa i una finestra a cada costat, de la mateixa forma rectangular. La tercera planta té quatre finestres d'arquets més dues de forma rectangular. Hom hi pot veure una gran simetria en la composició de l'edifici. Els murs són arrebossats, amb pedra treballada afegida posteriorment en els angles de l'edifici i en els marcs d'algunes obertures. A la façana de ponent es van afegir posteriorment algunes galeries cobertes i altres dependències.